# Witold Lutosławski

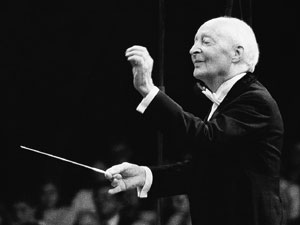
Witold Lutosławski 1991

Witold Roman Lutosławski ([ˈvitɔld lutɔsˈwafski]; * 25. Januar 1913 in Warschau; † 7. Februar 1994 ebenda) war ein polnischer Komponist und Dirigent.

## Ausbildung
Lutosławski wuchs in einer musikalischen Familie auf. Schon früh bekam er privaten Klavier- und Violinunterricht, danach am Staatlichen Konservatorium Warschau (heute Fryderyk-Chopin-Universität für Musik) regulären Musiktheorieunterricht. Bei Witold Maliszewski, einem Schüler von Rimski-Korsakow, lernte er Komposition. Parallel zu der musikalischen Ausbildung betrieb Lutosławski ein mathematisch-naturwissenschaftliches Studium. In Musik und Mathematik fand er viele Gemeinsamkeiten, die nicht ohne Folgen für seine kompositorische Laufbahn blieben.

## Komponist und Musiker

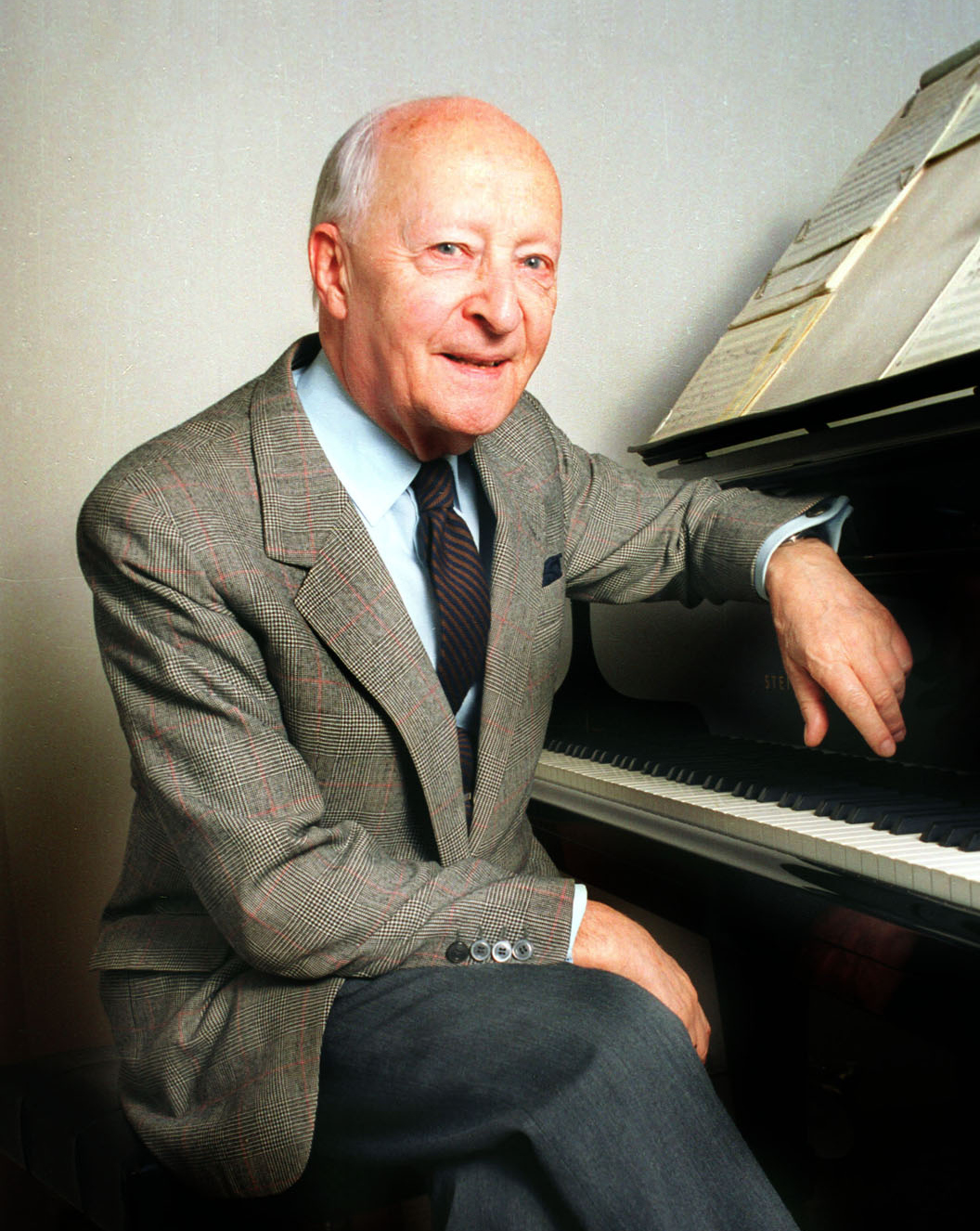
Witold Lutosławski

Lutosławski wählte den Weg des Berufskomponisten. Erste herausragende Kompositionen sind die Sinfonischen Variationen (1938). Sein Plan, in Paris zu studieren, scheiterte am Ausbruch des Zweiten Weltkrieges. Nach der Flucht aus deutscher Gefangenschaft schlug er sich in Warschau als Pianist durch. Zusammen mit seinem Komponistenkollegen Andrzej Panufnik gründete er ein Klavierduo, mit dem er in den Warschauer Cafés auftrat und sich damit an der einzig möglichen Form öffentlichen Musizierens während des Krieges beteiligte.
Nach dem Krieg entstand die Erste Sinfonie, die im stalinistischen Polen als formalistisch bezeichnet und verboten wurde. Um sich über Wasser zu halten, schrieb Lutosławski viel Gebrauchsmusik; Werke für Rundfunk, Film, Theater und zahlreiche Lieder für Kinder.
Das Jahr 1954 und das kulturpolitische Tauwetter in Polen eröffneten für Lutosławski neue Experimentiermöglichkeiten. Er bediente sich u. a. serieller (z. B. in Trauermusik) und aleatorischer Techniken (z. B. in Jeux vénitiens). Mit seinen Kompositionen gastierte er nicht nur regelmäßig auf dem Festival Warszawska Jesień (dt. „Warschauer Herbst“), sondern wurde auch Jurymitglied der Komponistenwettbewerbe in Moskau, Ost-Berlin, Helsinki, Salzburg, Straßburg, Donaueschingen, Rom und Lüttich.

## Dirigent
In den 1960er Jahren begann Lutosławskis Tätigkeit als Dirigent. Von der Zusammenarbeit mit dem Orchester erhoffte er sich einerseits eine bessere Anpassung seiner Werke an die Möglichkeiten des Orchesterapparates, andererseits fand er darin neue Impulse für seine kompositorische Praxis.

## Pädagoge
1962, während des Aufenthalts in den USA, leitete Lutosławski Kompositionskurse. Dort lernte er Komponisten wie Edgar Varèse, Milton Babbitt und Lejaren Hiller kennen.
In den 1970er und 1980er Jahren schränkte Lutosławski seine Tätigkeit immer mehr auf das Dirigieren eigener Kompositionen ein. Bis zu seinem Lebensende war er regelmäßiger Gast auf den Konzertbühnen weltweit und starb als ein international anerkannter und mit vielen Preisen geehrter Komponist und Musiker.

## Preise, Auszeichnungen und Ehrungen

### Preise
- 1959: Erster Preis der Tribune internationale des compositeurs der UNESCO
- 1962: Erster Preis der Tribune internationale des compositeurs der UNESCO
- 1964: Erster Preis der Tribune internationale des compositeurs der UNESCO
- 1965: Grand Prix du Disque der Akademie Charles Cros
- 1966: Alfred-Jurzykowski-Preis der Kosciuszko Foundation
- 1967: Léonie-Sonning-Musikpreis
- 1967: Herder-Preis
- 1968: Erster Preis der Tribune internationale des compositeurs der UNESCO
- 1971: Maurice-Ravel-Preis
- 1971: Grand Prix du Disque der Akademie Charles Cros
- 1973: Wihuri-Sibelius-Preis
- 1983: Ernst von Siemens Musikpreis
- 1985: Grawemeyer Award
- 1991: Signature Award des Pittsburgh Symphony Orchestra
- 1992: Distinguished Musician Award der Incorporated Society of Musicians
- 1993: Polar Music Prize
- 1993: Kyoto-Preis
- 1993: Music Award der Royal Philharmonic Society

### Ehrenauszeichnungen
- 1977: Order Budowniczych Polski Ludowej
- 1986: Goldmedaille der Royal Philharmonic Society
- 1993: Orden Pour le Mérite
- 1994: Orden des Weißen Adlers

### Ehrendoktorwürden
- 1971: Cleveland Institute of Music
- 1973: Universität Warschau
- 1974: Northwestern University, Chicago
- 1975: Lancaster University
- 1977: University of Glasgow
- 1980: Nikolaus-Kopernikus-Universität Toruń
- 1983: University of Durham
- 1984: Jagiellonen-Universität, Krakau
- 1987: Baldwin Wallace College, Berea
- 1987: University of Cambridge
- 1987: Queen’s University Belfast
- 1988: Fryderyk-Chopin-Universität für Musik, Warschau
- 1990: New England Conservatory of Music, Boston
- 1990: Université des Sciences Humaines
- 1991: Duquesne University, Pittsburgh
- 1993: McGill University, Montreal

### Ehrenmitgliedschaften
- 1966: Freie Akademie der Künste, Hamburg
- 1969: International Society for Contemporary Music ISCM (Internationale Gesellschaft für Neue Musik)[2]
- 1974: American Academy of Arts and Letters, New York
- 1974: National Institute of Arts and Letters, New York
- 1976: Royal Academy of Music, London
- 1979: Auswärtiges Mitglied der Académie des Beaux-Arts, Paris
- 1987: Assoziiertes Mitglied der Königlichen Akademie von Belgien[3]

### Korrespondierende Mitgliedschaft
- 1971: Deutsche Akademie der Künste, Berlin (Ost)
- 1973: Bayerische Akademie der Schönen Künste, München

## Werke (Auswahl)
Lutosławski schuf neben Orchester- und Klavierwerke auch Gebrauchsmusik, Lieder und Werke für Rundfunk, Film, Theater.

### Orchesterwerke
- Sinfonische Variationen (1936–1938)
- Erste Sinfonie (1941–1947)
- Mała suita („Kleine Suite“) für Kammerorchester (1950)
  - transkribiert für Symphonieorchester (1951)
- Tryptyk śląski („Schlesisches Triptychon“) für Sopran und Orchester (1951)
- Konzert für Orchester (1950–1954)
- Trauermusik (1954–1958)
- Jeux vénitiens für Orchester (1960–1961)
- Paroles tissées für Tenor und Kammerorchester (1965)
- Zweite Sinfonie (1965–1967)
- Livre pour orchestre (1968)
- Konzert für Violoncello und Orchester (1969–1970)
- Präludien und Fuge für 13 Solostreicher (1970–1972)
- Les espaces du sommeil für Bariton und Orchester (1974–1975)
- Mi-parti für Orchester (1975–1976)
- Novelette für Orchester (1978–1979)
- Doppelkonzert für Oboe, Harfe und Streichorchester (1979–1980), ein Auftragswerk von Paul Sacher für das Collegium Musicum Zürich
- Dritte Sinfonie (1981–1983)
- Chain II. Dialog für Violine und Orchester (1983–1985), ein Auftragswerk von Paul Sacher
- Chain III für Orchester (1986)
- Konzert für Klavier und Orchester (1987–1988)
- Chantefleurs et chantefables für Sopran und Orchester (1989–1990)
- Vierte Sinfonie (1988–1992)
- Konzert für Violine und Orchester (Fragmente)

### Vokalwerke
- Requiem aeternam and Lacrimosa für Chor und Orchester (Requiem-Fragment) (1937)
- Three Carols für Männer- und Frauen-Solostimme, gemischten Chor unisono und Kammerensemble (1945)
- Service to Poland – A Mass Song für Stimme und Klavier (1950)
  - Version für Männerchor und Klavier (1951)
- I Would Marry – A Mass Song für Stimme und Klavier (1950)
  - Version für gem. Chor a cappella (1951)
- Zehn Polnische Volkslieder Nach Soldaten-Themen für Männerchor a cappella (1951)
- Trois Poèmes d’Henri Michaux für Chor und Orchester (1961–1963)

### Kammermusik
- Tänzerische Präludien für Klarinette und Klavier (1954)
  - transkribiert für Klarinette und Kammerorchester (1955)
- Streichquartett (1964)
- Sacher-Variation für Cello solo (1975)
- Epitaph in memoriam Alan Richardson für Oboe und Klavier (1979)
- Grave – Metamorphosen für Cello und Klavier (1981)
  - transkribiert für Violoncello und 13 Streichinstrumente (1982)
- Mini-Ouvertüre für Blechbläser (1982)
- Chain I für Kammerensemble (1983)
- Partita für Violine und Klavier (1984)
- Fanfare für Louisville für Bläser und Schlagzeug (1986)
- Fanfare für CUBE für Horn, Posaune, Trompete und Tuba (1986)
- Slides für Kammerensemble (1988)
- Lullaby ”for Anne-Sophie” für Violine und Klavier (1989)
- Subito für Violine und Klavier (1991)
- Fanfare for Los Angeles Philharmonic für Blechbläser und Percussions (1993)

### Solowerke
- Klaviersonate (1934), uraufgeführt am 16. Februar 1935 in Warschau
- Variationen über ein Thema von Paganini für zwei Klaviere (1941)
  - Version für Klavier und Orchester (1979)
- Zwei Etüden für Klavier (1941)
- Zwölf Volksmelodien für Klavier (1945), uraufgeführt am 22. Juli 1946 in Warschau
- Bukoliki für Klavier (1952)
- Drei Stücke für die Jugend für Klavier (1953)
- Inwencja („Invention“) für Klavier (1966)

## Audio-CD
- Manfred Sapper und Volker Weichsel (Hrsg.): Witold Lutosławski. Ein Leben in der Musik. Berlin 2012, ISBN 978-3-8305-3111-1.

## Trivia
Die Titelmusik des ZDF-Magazins (1969–88) entstammte dem 1. Satz („Intrada“) des 1950–54 entstandenen Konzertes für Orchester von Lutosławski, in welchem das Motiv nach etwa zwei Minuten erstmals erklingt. So modern und atonal es wirkt, erscheint doch bereits 180 Jahre zuvor ein sehr ähnliches Motiv kurz in einem Werk von Carl Philipp Emanuel Bach, nämlich in der Hamburger Sinfonie Nr. 5 in h-Moll (Wq 182 / H 661) wenige Takte nach Beginn des 3. Satzes.